# Steyr ACR
Das Steyr ACR (Advanced Combat Rifle) war ein österreichisches Sturmgewehr von Steyr Mannlicher. Entwickelt wurde es in den 1980er-Jahren auf Basis des Steyr AUG auf Anforderung der US Army im Zuge des Special-Purpose-Individual-Weapon-Programmes. Es wurde auf die Verwendung mit Flechette-Munition ausgelegt.

## Übersicht
Das ACR wurde in Bullpup-Bauweise konstruiert, das heißt, das Magazin befindet sich am Hinterschaft der Waffe. Auf der Anbauschiene ist standardmäßig ein Zielfernrohr mit 1-facher Vergrößerung angebracht.
Die Waffe verwendet keinen Verschluss zur Munitionszufuhr. Stattdessen ist das Patronenlager beweglich gelagert und bewegt sich nach dem Abfeuern senkrecht nach unten. Dort wird durch eine Feder eine neue Patrone aus dem Magazin von hinten in das Lager gedrückt, diese drückt die leere Hülse nach vorne und die Hülse wird durch eine Öffnung nach unten ausgeworfen. Durch diesen Auswurf nach unten wird ein typischer Nachteil der Bullpup-Bauweise vermieden, dass beim Abfeuern der Waffe von der linken Schulter die in der Regel nach rechts ausgeworfenen Hülsen einen Schützen ins Gesicht treffen.

## Munition
Die Munition besteht aus einem Flechette in einem in vier Segmente unterteilten Treibkäfig. Die Patronenhülse selbst besteht aus einem leichten, halb transparenten Kunststoff anstatt des konventionellen Messings, wodurch das Gewicht auf die Hälfte eines 5,56 × 45 mm NATO Projektils reduziert werden konnte. Bei einem Patronengewicht von 5,1 g wiegt das Geschoss nur 0,66 g.
Die Mündungsgeschwindigkeit beträgt rund 1500 m/s, auf 600 m kann das Flechette immer noch 35 mm Stahl durchschlagen.